# Barham and Woolley
Barham and Woolley est une paroisse civile du Cambridgeshire, en Angleterre.